# Disa inflexa
Disa inflexa là một loài thực vật có hoa trong họ Lan. Loài này được (Lindl.) Mundt ex Bolus mô tả khoa học đầu tiên năm 1888.